# Guillermo Pereira
Guillermo Pereira Sosa (Canelones, 3 luglio 2002) è un calciatore uruguaiano, difensore del Fénix.

## Caratteristiche tecniche
È un difensore centrale.

## Carriera
Pereira è cresciuto nel settore giovanile del Fénix, con cui ha debuttato in prima squadra il 3 luglio 2021 nell'incontro di Primera División vinto 2-1 contro il Cerro Largo. Ha segnato il suo primo gol il 2 dicembre 2023 nel pareggio per 1-1 contro i Montevideo Wanderers.

## Statistiche

### Presenze e reti nei club
Statistiche aggiornate al 19 maggio 2024.
| Stagione        | Squadra         | Campionato      | Campionato | Campionato | Coppe nazionali | Coppe nazionali | Coppe nazionali | Coppe continentali | Coppe continentali | Coppe continentali | Altre coppe | Altre coppe | Altre coppe | Totale | Totale | Totale |
| Stagione        | Squadra         | Comp            | Pres       | Reti       | Comp            | Pres            | Reti            | Comp               | Pres               | Reti               | Comp        | Pres        | Reti        | Pres   | Reti   |        |
| --------------- | --------------- | --------------- | ---------- | ---------- | --------------- | --------------- | --------------- | ------------------ | ------------------ | ------------------ | ----------- | ----------- | ----------- | ------ | ------ | ------ |
| 2021            | Fénix           | PD              | 3          | 0          |                 | -               | -               | CS                 | 0                  | 0                  |             | -           | -           | 3      | 0      |        |
| 2022            | Fénix           | PD              | 19         | 0          | CU              | 1               | 0               |                    | -                  | -                  |             | -           | -           | 20     | 0      |        |
| 2023            | Fénix           | PD              | 10         | 2          | CU              | 1               | 0               |                    | -                  | -                  |             | -           | -           | 11     | 2      |        |
| 2024            | Fénix           | PD              | 7          | 0          | CU              | 0               | 0               |                    | -                  | -                  |             | -           | -           | 7      | 0      |        |
| Totale carriera | Totale carriera | Totale carriera | 39         | 2          |                 | 2               | 0               |                    | 0                  | 0                  |             | -           | -           | 41     | 2      |        |